# Romolo Cincinnato
Romolo Cincinnato, dal 1567 noto come Rómulo Cincinato (Firenze, 1502 – Madrid, 1593), è stato un pittore italiano.
Si recò in Spagna nel 1567 raccomandato a Filippo II di Spagna dalla Santa Sede. Fu accompagnato dall'aretino Patrizio Cajesi, noto in seguito come Patricio Caxés.
Il suo capolavoro è una Circoncisione del 1577 custodita a Madrid. I suoi due figli Diego Cincinato e Francesco Romulo Cincinato furono a loro volta pittori.